# 間越海岸
間越海岸（はざこかいがん）は、大分県佐伯市米水津（旧米水津村）にある海岸。

## 概要
鶴見半島南岸のほぼ中央付近で、半島がくびれた部分に位置し、米水津湾に面する長さ約1kmの砂浜である。東には観音崎が突き出し、その先には横島が浮かぶ。流入する川がなく、豊後水道からの黒潮によって海水が入れ替わるため、海の美しさは大分県内でも屈指とされる。大分百景に選ばれている。
砂浜に形成された砂丘には数千本のハマユウが自生しており、ハマユウ公園として保護されている。7-8月の開花期には白い花が見事なこの群落は、「米水津間越海岸のハマユウ群落」としておおいた遺産にも選定されている。砂浜には砂丘でせき止められた龍神池と呼ばれる潟湖が形成されている。
かつては白砂青松の海岸として知られていたが、マツクイムシや台風の被害により、2,000本以上あったマツはほとんどが枯れてしまいました。2006年から2007年にかけて、松林を再生するために、約1,000本のクロマツの植樹が行われている。
海水浴場としても好適な海岸で、近年、海水浴場としての施設も整備されている。
間越地区では、毎月第3日曜日には、休校になった米水津村立向陽小学校間越分校の跡を利用して、「来だんせへ市」という朝市が開催され、多くの訪問者でにぎわっている。また、1999年からは、流下式塩田での塩の製造も行われている。

## 交通
- 鉄道・バス：JR九州日豊本線佐伯駅より、大分バスで約50分、下車後徒歩約30分
- 自動車：佐伯市中心部より約40分

間越海岸からは旧米水津村の中心部に通じる良道はなく、鶴見半島北岸の鶴見町側からのアクセスが一般的である。